# Harry Knox
Sir Harry Hugh Sidney Knox, KCB, DSO (* 5. November 1873 im County Down, Irland; † 10. Juni 1971 in Christchurch, Dorset, England) war ein britischer Offizier und zuletzt General der British Army, der unter anderem zwischen 1930 und 1932 Kommandeur der 3. Division (3rd Division), von 1933 bis 1935 Lieutenant of the Tower of London sowie zwischen 1935 und 1937 Generaladjutant des Heeres (Adjutant-General to the Forces) war. Nach seinem Eintritt in den Ruhestand engagierte er sich von 1938 bis 1943 als Gouverneur des Royal Hospital Chelsea, ein Altersheim für ausgediente und kriegsinvalide Soldaten der British Army in London.

## Leben

### Familiäre Herkunft, Ausbildung und Verwendungen als Offizier
Harry Hugh Sidney Knox war eines von sechs Kindern von Vesey Edmund Knox (1841–1879), der als Offizier im 52nd (Oxfordshire) Regiment of Foot diente, und dessen Ehefrau Margaret Clarissa Garrett (1838–1915). Zu seinen Geschwistern gehörte Frances Cecilia Caroline Knox († 1953), die mit Brigadegeneral Robert James Ross (1865–1943) verheiratet war. Sein älterer Bruder war der Rechtsanwalt und Politiker Edmund Francis Vesey Knox (1865–1921), der unter anderem zwischen 1890 und 1899 Abgeordneter des Unterhauses (House of Commons) war. Ein weiterer älterer Bruder war der Generalmajor Sir Alfred William Fortescue Knox (1870–1964), der von 1924 bis 1945 ebenfalls Abgeordneter des Unterhauses war.
Er selbst besuchte das St Columba’s College in Dublin. Am 22. November 1890 trat er als Second Lieutenant des 5. Bataillons des Jägerregiments Royal Ulster Rifles in die British Army ein. Am 9. September 1893 wechselte er in das Linieninfanterieregiment Northamptonshire Regiment. Er wurde am 26. August 1895 zum Lieutenant befördert und nahm am Tirah-Feldzug (3. September 1897 bis 4. April 1898) in der North-West-Frontier-Provinz in Britisch-Indien teil. Am 19. Januar 1900 wurde er zum Dienst in das Außenministerium (Foreign Office) abgeordnet und kehrte nach Beendigung dieser Abordnung am 8. März 1902 zunächst überplanmäßig zum Northamptonshire Regiment zurück. Er war daraufhin bei gleichzeitiger Beförderung zum Captain zwischen dem 12. Mai 1902 und dem 12. Mai 1905 Adjutant des Northamptonshire Regiment.

### Verwendungen als Stabsoffizier und Erster Weltkrieg
Nach weiteren Verwendungen in seinem Regiment wurde Captain Knox am 10. August 1910 zum Stabsdienst abgeordnet und unterrichtete bis zum 20. Februar 1911 als Ausbilder im Range eines Generalstabsoffiziers dritter Klasse (General Staff Officer, 3rd Grade) an der Schule für Schießausbildung mit Kleinwaffen (School of Musketry) in Hythe. Im Anschluss kehrte er zum Northamptonshire Regiment zurück und erhielt dort am 15. Juni 1913 seine Beförderung zum Major, woraufhin er nach Beginn des Ersten Weltkrieges am 8. Januar 1915 zunächst Generalstabsoffizier Dritter Klasse sowie am 27. Mai 1915 Generalstabsoffizier zweiter Klasse (General Staff Officer, 2nd Grade) wurde. Am 25. November 1915 wurde er bei gleichzeitiger Verleihung des zeitlich befristeten Dienstgrades eines Lieutenant-Colonel Generalstabsoffizier Erster Klasse (General Staff Officer, 1st Grade) der 15. Division (15th (Scottish) Division), die zu den Britischen Expeditionsstreitkräften BEF (British Expeditionary Force) gehörte. Er erhielt am 14. Januar 1916 den Brevet-Rang eines Lieutenant-Colonel und wurde am 24. Februar als Großoffizier der französischen Ehrenlegion ausgezeichnet.
Harry Knox, der 1917 auch als Companion des Distinguished Service Order (DSO) ausgezeichnet wurde, wurde am 21. Mai 1917 der zeitlich befristete Dienstgrad eines Brigadier-General verliehen und als solcher Generalstabsoffizier (Brigadier General Staff). Zugleich erhielt er am 1. Januar 1918 den Brevet-Rang eines Colonel. Für seine militärischen Verdienste im Ersten Weltkrieg wurde er zudem sieben Mal im Kriegsbericht erwähnt (Mentioned in dispatches).

### Zwischenkriegszeit
Zu Beginn der Zwischenkriegszeit war Harry Knox von April 1919 bis zum 25. April 1921 Brigadier-General im Stab des Heereskommandos Süd (Brigadier General Staff, Southern Command). Er wurde als solcher am 7. April 1920 in den vollen Rang eines Colonel befördert und am 7. Februar 1921 als Offizier des Kronenordens von Belgien ausgezeichnet. Am 25. April 1921 löste er Colonel Harvey Kearsley als Leiter des Staff College Camberley ab und bekleidete diesen Posten bis zum 3. März 1923, woraufhin er kurzzeitig auf Halbsold vom aktiven Dienst freigestellt wurde. Einen Monat später übernahm er am 3. April 1923 übernahm er den Posten als Kommandeur der 3. Brigade und hatte dieses Kommando bis Juni 1926 inne. Zugleich wurde er als Nachfolger von Colonel Neville Cameron am 17. Juni 1925 Aide-de-camp von König Georg V. und behielt dieses Ehrenamt bis zum 21. Mai 1926, woraufhin Colonel Walter Pitt-Taylor ihn ablöste. Am 21. Mai 1926 erfolgte seine Beförderung zum Major-General.
Daraufhin wechselte Knox am 10. Juni 1926 ins Kriegsministerium (War Office) und übernahm von Major-General Francis Gathorne-Hardy das Amt als Direktor für militärische Ausbildung (Director of Military Training). Er verblieb auf diesem Posten bis Mai 1930 und wurde daraufhin von Major-General Sir Hugh Elles abgelöst. Am 15. September 1929 wurde ihm das französische Croix de guerre mit goldenem Stern verliehen. Am 18. Mai 1930 löste er wiederum Major-General John Burnett-Stuart als Kommandeur der 3. Division (3rd Division) ab und hatte dieses Kommando bis zu seiner abermaligen Ablösung durch Major-General Walter Pitt-Taylor im November 1932 inne. Am 23. Oktober 1931 löste er General Sir Havelock Hudson im Ehrenamt als Colonel Commandant des Northamptonshire Regiment ab. Am 22. August 1932 wurde er zum Lieutenant-General befördert, nachdem durch den zum General beförderten Sir Cecil Romer ein entsprechender Dienstgradposten frei wurde. Drei Monate später gab er am 22. November 1932 seinen Posten als Kommandeur der 3. Division ab und wurde unter den Bestimmungen des Artikels 182 A des Royal Warrant for Pay and Promotion, 1931 auf Halbsold vom Dienst freigestellt.
Am 20. September 1933 übernahm Knox von Lieutenant-General Sir Edmund Ironside das Amt als Lieutenant of the Tower of London und bekleidete dieses bis März 1935, woraufhin erneut Lieutenant-General Sir Walter Pitt-Taylor seine Nachfolge antrat. Am 1. Januar 1935 wurde er als Knight Commander des Order of the Bath (KCB) geadelt, wodurch er fortan das Prädikat „Sir“ führte. Am 28. Dezember 1934 wurde er zunächst designierter Generaladjutant des Heeres (Adjutant-General to the Forces) und übernahm dieses Amt offiziell am 1. März 1935 als Nachfolger von General Sir Cecil Romer. Er war als solcher bis zu seiner Ablösung durch General Sir Clive Gerard Liddell am 13. Dezember 1937 verantwortlich für die Entwicklung der Personalpolitik der Armee und die Unterstützung der Angehörigen des Heeres. Er war als Adjutant-General to the Forces zugleich zwischen März 1935 und Dezember 1937 auch Mitglied des Königlichen Heeresrates (His Majesty’s Army Council) und wurde darüber hinaus am 15. Mai 1936 zum General befördert.
Am 12. Februar 1938 wurde Sir Harry Knox zunächst erneut auf Halbsold gesetzt und trat am 17. August 1938 in den Ruhestand. Zwei Monate später übernahm er am 27. Oktober 1938 von General Sir Walter Braithwaite das Amt als Gouverneur des Royal Hospital Chelsea, ein Altersheim für ausgediente und kriegsinvalide Soldaten der British Army in London, und hatte dieses bis zu seiner Ablösung durch General Sir Clive Gerard Liddell 1943 inne.
Harry Knox war seit dem 24. Oktober 1904 mit Grace Una Storrs († 1954) verheiratet, einer Tochter des anglikanischen Pfarrers von Shanklin auf der Isle of Wight Rev. Robert Augustine Storrs. Aus dieser Ehe ging die Tochter Una Sheila Colleen Knox (* 1905) hervor, die in erster Ehe von 1924 bis zur Scheidung 1939 mit Lieutenant-Colonel Noel David Stevenson († 1969) sowie in zweiter Ehe von 1939 bis zu dessen Tod mit Lieutenant-General Sir Archibald Edward Nye (1895–1967) verheiratet war.